# Experimentalrakete
Nach internationaler Definition (siehe weiter unten) ist eine Experimentalrakete eine Amateurrakete, bei der alle Komponenten einschließlich des Treibsatzes selbstgebaut sind. Experimentalraketen unterscheiden sich dadurch deutlich von Modellraketen oder High-Power-Raketen, bei denen die Motoren industriell gefertigt und zugelassen sind.
Experimentalraketen können z. B. benutzt werden, um wissenschaftliche oder semi-wissenschaftliche Experimente durchzuführen. Bei rein technischen Experimenten geht es um Messungen der Triebwerksparameter wie Schub, Brennkammertemperatur usw. Bei wissenschaftlichen Messungen stehen meist die Messungen der Parameter der die Rakete umgebenden Luft im Vordergrund (Messung von Druck und Temperatur), daneben können auch Aufnahmen von der Erdoberfläche oder von astronomischen Objekten – nicht nur im sichtbaren Spektralbereich – durchgeführt werden. (Höhenforschungsrakete).
Auch sind ggf. Experimente zur Untersuchung der Schwerelosigkeit denkbar. Die gewonnenen Messdaten werden meist auf dem Funkweg übermittelt, daneben ist es auch möglich die Daten an Bord in Form von fotografischen Filmen oder Magnetbändern aufzuzeichnen und diese dann am Fallschirm niedergehen zu lassen. Wegen des hohen technischen Aufwandes wird dies eher selten durchgeführt.

## Gesetzliche Bestimmungen und Sicherheit
Auf Grund der gesetzlichen Bestimmungen ist es in vielen europäischen Ländern wie Deutschland ohne entsprechende Genehmigungen nicht erlaubt, pyrotechnische Raketenantriebe herzustellen. Dafür ist ein Herstellerschein nach dem Sprengstoffgesetz sowie eine genehmigte Produktionsstätte notwendig. In einigen Ländern wie den USA oder Dänemark hingegen ist der Bau von pyrotechnischen Motoren legal, wenn auch teilweise durch Transportbestimmungen beschränkt. Experimentalraketenbauer nach amerikanischem Vorbild finden sich daher in Europa vor allem auch in den skandinavischen Ländern.
Zum Thema Sicherheit ist anzumerken, dass der Umgang mit Sprengstoffen eine sehr heikle Angelegenheit ist, mit der sich ausschließlich Fachleute, die auch über die notwendige Ausrüstung verfügen, beschäftigen sollten. Im Zusammenhang mit dem Bau eigener Motoren ist es in der Vergangenheit schon häufiger zu teilweise tödlichen Unfällen gekommen, weswegen in den meisten Ländern der Umgang mit Sprengstoffen nur fachkundigem Personal erlaubt ist. Als sichere Alternative im Hobbybereich stehen daher Modellraketen und High-Power-Raketen zur Verfügung, die mit fertig hergestellten, zugelassenen und damit sicheren Antrieben arbeiten.
Eine Alternative zu pyrotechnisch arbeitenden Motoren sind verbrennungsähnliche Antriebe, deren Arbeitsweise eher einem normalen Verbrennungsmotor im Auto gleicht. Solche Antriebe unterliegen zwar nicht dem Sprengstoffgesetz, da die verwendeten Bestandteile keine eigenständige Explosion bewirken würden, jedoch unterliegen diese Antriebe dem Maschinensicherheitsgesetz.
Solche Antriebe sind zum Beispiel:
- Pulsmotor: Die Brennkammer wird hierbei auf eine gewisse Temperatur gebracht, wodurch das einströmende Gas sich selbst entzündet und einen Antriebsdruck erzeugt (ähnlich dem Dieselmotor).
- Methanolmotor: In eine Brennkammer wird ein Methanol-Sauerstoff-Gemisch unter hohem Druck kontinuierlich eingespritzt. Nach der Zündung und unter stetiger Zufuhr des Brennstoffgemisches wird eine stabile Verbrennung aufrechterhalten.

## Begriffsdefinition
International wird, wenn man von Experimentalraketen spricht, von der oben genannten Definition ausgegangen. Die Rakete wird, wie allgemein üblich, nach der Art ihrer Konstruktion (kompletter Eigenbau einschließlich der Motoren) klassifiziert. Diese Begriffsbestimmung findet sowohl in Europa einschließlich Deutschlands als auch in Nordamerika oder anderen Teilen der Welt, wie Australien oder Neuseeland, Anwendung. Innerhalb Deutschlands sind einige Kollegen der Auffassung, Experimentalraketen wären Raketen zur Durchführung wissenschaftlicher und/oder technischer Experimente. Diese Definition ist auch in Deutschland umstritten und wird daher nicht von allen Organisationen und Kollegen geteilt. Sie steht erstens im Gegensatz zum internationalen Verständnis dieses Begriffes und sorgt zweitens für fachliche Verwirrung. Denn damit würden die Raketen nicht mehr nach ihren Konstruktionsmerkmalen, sondern nach ihrem Verwendungszweck eingeordnet. So kann beispielsweise auch mit einer Modellrakete, die eine Elektronik, ein Ei usw. als Nutzlast befördert, ein Experiment durchgeführt werden.

### Allgemeine Informationen zum Thema
- Deutschsprachiges Infoportal
- Europäisches Raketen-Infoportal
- Fachartikel "Was sind Experimentalraketen" etc. (deutschsprachig)
- Infoseite von R. Nakka (USA) über Experimentalraketen (englisch)

### Experimentalraketen-Vereine
- Deutsche Experimental Raketen Arbeitsgruppe
- ExperimentalRaumfahrt-InteressenGemeinschaft e.V.

### Private Homepage
- Wolfgang Schäfer (verstorben am 11. Juni 2005)